# 鳥結核
鶏結核病（にわとりけっかくびょう、英:avian tuberculosis）とは、トリ型結核菌（Mycobacterium avium subsp. avium）血清型1、2、3、8感染を原因とする感染症。
日本では家畜伝染病予防法において届出伝染病に指定されており、対象動物は鶏、家鴨、七面鳥、鶉。なお、日本獣医学会の提言で法令上の名称が「鶏結核病」から「鳥結核」に変更された。
糞便や呼気飛沫による気道感染。乾酪壊死を伴う肉芽腫性病変が認められる。ワクチンおよび治療法はない。